# Liste der Biografien/Krab
Liste der Biografien |
Portal Biografien |
Personensuche
# |
A |
B |
C |
D |
E |
F |
G |
H |
I |
J |
K |
L |
M |
N |
O |
P |
Q |
R |
S |
T |
U |
V |
W |
X |
Y |
Z |
?
 
Ka |
Kb |
Kc |
Kd |
Ke |
Kf |
Kg |
Kh |
Ki |
Kj |
Kl |
Km |
Kn |
Ko |
Kp |
Kr |
Ks |
Kt |
Ku |
Kv |
Kw |
Ky |
Kx |
Kz
 
Kra |
Krb |
Krc |
Kre |
Krg |
Krh |
Kri |
Krj |
Krk |
Krl |
Krm |
Krn |
Kro |
Krp |
Krs |
Krt |
Kru |
Kry |
Krz
 
Kraa |
Krab |
Krac |
Krad |
Krae |
Kraf |
Krag |
Krah |
Krai |
Kraj |
Krak |
Kral |
Kram |
Kran |
Krap |
Krar |
Kras |
Krat |
Krau |
Krav |
Kraw |
Krax |
Kray |
Kraz
Die Liste der Biografien führt alle Personen auf, die in der deutschsprachigen Wikipedia einen Artikel haben. Dieses ist eine Teilliste mit 46 Einträgen von Personen, deren Namen mit den Buchstaben „Krab“ beginnt.

## Krab
- Krab, Jørn (* 1945), dänischer Ruderer
- Krab, Preben (* 1952), dänischer Ruderer

### Kraba
- Krabal, Jacques (* 1948), französischer Politiker, Mitglied der Nationalversammlung
- Krabath, Stefan (* 1969), deutscher Mittelalter- und Neuzeitarchäologe

### Krabb
- Krabbe, Alfred (* 1956), deutscher Astrophysiker
- Krabbe, Anja (* 1970), deutsche Musikerin
- Krabbe, Barbara (* 1953), deutsche Schauspielerin
- Krabbe, Christopher (1833–1913), dänischer Politiker
- Krabbe, Friederike (* 1950), mutmaßliche Terroristin der Rote Armee Fraktion
- Krabbe, Friedrich (1887–1963), deutscher Politiker (Zentrum)
- Krabbe, Friedrich (1915–1981), deutscher Politiker (Zentrum), MdL
- Krabbe, Hanna (* 1945), deutsche Terroristin der Roten Armee Fraktion
- Krabbé, Heinrich Martin (1868–1931), niederländischer Genre- und Porträtmaler sowie Illustrator und Kunstpädagoge
- Krabbe, Hugo (1857–1936), niederländischer Staatsrechtler
- Krabbe, Ingeborg (1931–2017), deutsche Schauspielerin und KabarettistinIngeborg Krabbe (1931–2017)

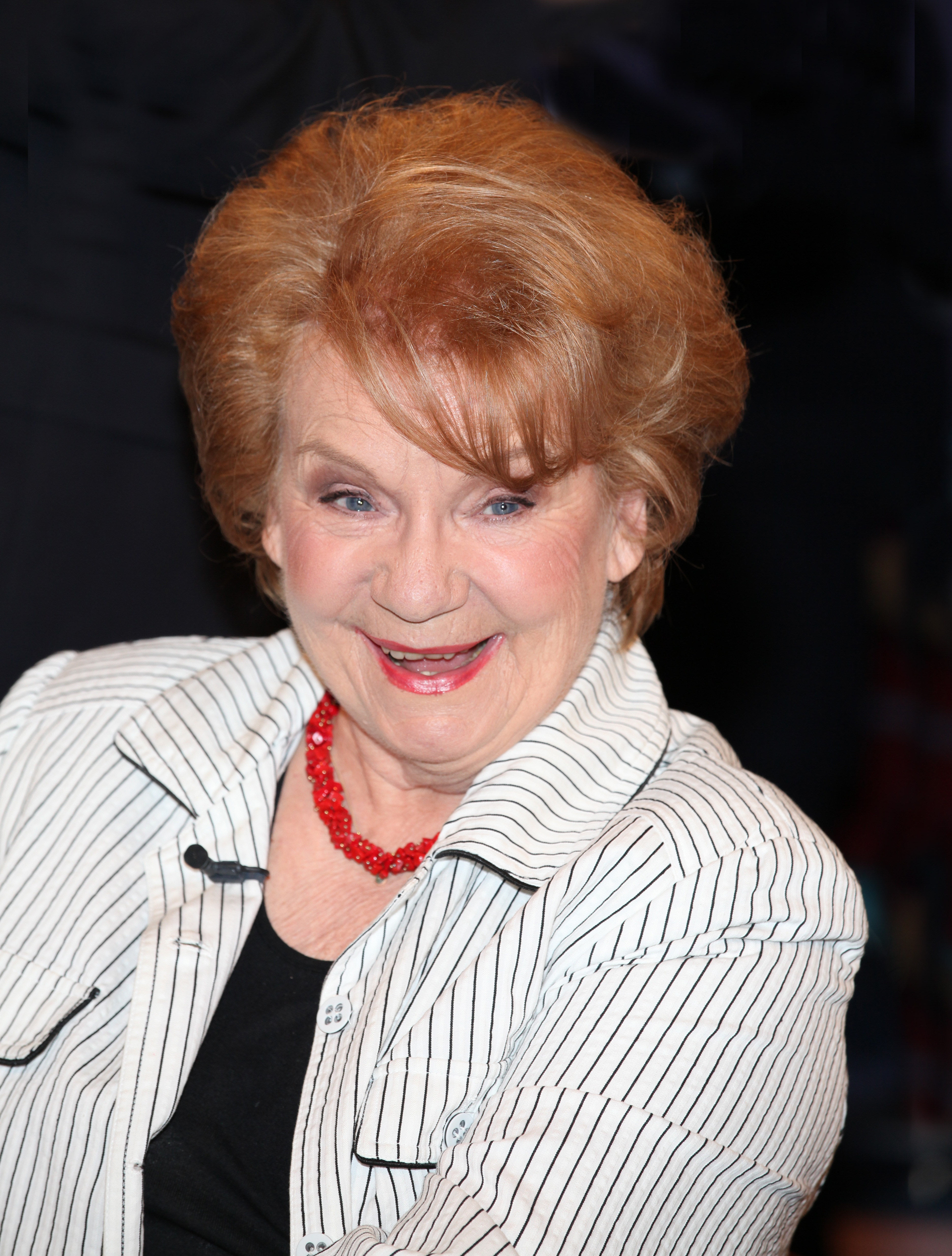
Ingeborg Krabbe (1931–2017)

- Krabbé, Jasper (* 1970), niederländischer Künstler
- Krabbé, Jeroen (* 1944), niederländischer Schauspieler und Filmregisseur
- Krabbe, Johannes (1553–1616), deutscher Kartograf und Astrologe der Frühen Neuzeit
- Krabbe, Johannes (1839–1901), deutscher evangelisch-lutherischer Geistlicher und Autor
- Krabbe, Kaspar Franz (1794–1866), deutscher Geistlicher und Politiker
- Krabbe, Katrin (* 1969), deutsche LeichtathletinKatrin Krabbe (* 1969)

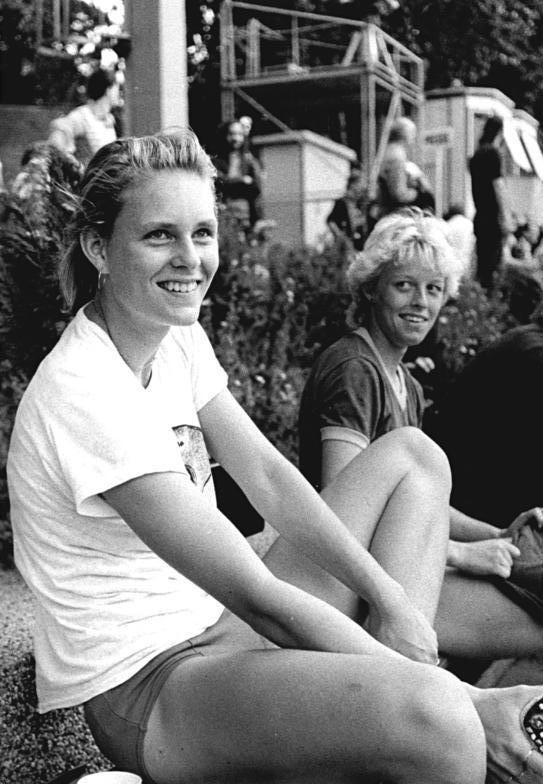
Katrin Krabbe (* 1969)

- Krabbe, Knud (1885–1961), dänischer Neurologe
- Krabbé, Martijn (* 1968), niederländischer Rundfunk- und Fernsehmoderator
- Krabbe, Michael (* 1981), deutscher Schauspieler
- Krabbe, Niels (* 1951), dänischer Ornithologe und Naturschützer
- Krabbe, Otto (1805–1873), deutscher evangelisch-lutherischer Theologe, Hochschullehrer, Rektor der Universität Rostock
- Krabbé, Tim (* 1943), niederländischer Schriftsteller und Schachmeister
- Krabbe, Wilhelm (1882–1961), deutscher Germanist, Musikwissenschaftler und Bibliothekar
- Krabbe, Wolfgang R. (1942–2022), deutscher Historiker
- Krabbel, Gerta (1881–1961), deutsche Historikerin und Frauenrechtlerin
- Krabbel, Max (1887–1961), deutscher Chirurg und ärztlicher Direktor
- Krabbendam, Karianne (* 1951), niederländische Bildhauerin
- Krabbenhöft, Friedrich (1853–1923), deutscher Kaufmann in Deutsch-Südwestafrika und Südwestafrika
- Krabbenhöft, Günther (* 1945), deutscher Koch
- Krabbenhöft, Rolf, deutscher Handballspieler
- Krabbes, Franz (1906–1959), deutscher Parteifunktionär (NSDAP), Bürgermeister
- Krabbes, Katharina (1881–1970), deutsche Malerin und Grafikerin
- Krabbes, Markus (* 1970), deutscher Ingenieur und Professor für Informationssysteme
- Krabbo, Hermann (1875–1928), deutscher Archivar und Historiker

### Krabe
- Krabel, Jan-Philipp (* 1998), deutscher Volleyballspieler

### Krabi
- Krabiel, Klaus-Dieter, deutscher Literaturwissenschaftler

### Krabl
- Krabler, Emil (1839–1909), deutscher Bergbau-Ingenieur und -Manager
- Krabler, Michael (* 1996), deutscher Fußballspieler
- Krabler, Paul (1841–1907), deutscher Mediziner

### Krabs
- Krabs, Werner (1934–2017), deutscher Mathematiker und Hochschullehrer

### Kraby
- Kraby, Pål (1932–2009), norwegischer Arbeitgebervorsitzender und Jurist